# Siobhan Haughey
Siobhan Bernadette Haughey (en chino: 何詩蓓; Hong Kong, 31 de octubre de 1997) es una deportista hongkonesa que compite en natación, especialista en los estilos libre y braza.

## Trayectoria
Participó en tres Juegos Olímpicos de Verano, entre los años 2016 y 2024, obteniendo cuatro medallass, dos de plata en Tokio 2020, en las pruebas de 100 m libre y 200 m libre, y dos de bronce en París 2024, en 100 m libre y 200 m libre.
Ganó cuatro medallas en el Campeonato Mundial de Natación, en los años 2023 y 2024, y seis medallas en el Campeonato Mundial de Natación en Piscina Corta entre los años 2021 y 2024.
Fue la abanderada de Hong Kong en la ceremonia de apertura de los Juegos Olímpicos de París 2024 junto con el esgrimidor Cheung Ka Long.
Es sobrina nieta del político Charles Haughey, que fue primer ministro de Irlanda, e hija de madre hongkonesa y padre irlandés. Se formó deportivamente en Estados Unidos, en la Universidad de Míchigan, en la que estudió Psicología. En 2022 fue condecorada con la Estrella Plateada de Bauhinia (SBS).

## Palmarés internacional
| Juegos Olímpicos                    | Juegos Olímpicos      | Juegos Olímpicos  | Juegos Olímpicos |
| Año                                 | Lugar                 | Medalla           | Prueba           |
| ----------------------------------- | --------------------- | ----------------- | ---------------- |
| 2020                                | Tokio (Japón)         | Medalla de plata  | 100 m libre      |
| 2020                                | Tokio (Japón)         | Medalla de plata  | 200 m libre      |
| 2024                                | París (Francia)       | Medalla de bronce | 100 m libre      |
| 2024                                | París (Francia)       | Medalla de bronce | 200 m libre      |
| Campeonato Mundial                  |                       |                   |                  |
| Año                                 | Lugar                 | Medalla           | Prueba           |
| 2023                                | Fukuoka (Japón)       | Medalla de plata  | 100 m libre      |
| 2024                                | Doha (Catar)          | Medalla de oro    | 200 m libre      |
| 2024                                | Doha (Catar)          | Medalla de plata  | 100 m libre      |
| 2024                                | Doha (Catar)          | Medalla de bronce | 100 m braza      |
| Campeonato Mundial en Piscina Corta |                       |                   |                  |
| Año                                 | Lugar                 | Medalla           | Prueba           |
| 2021                                | Abu Dabi (EAU)        | Medalla de oro    | 100 m libre      |
| 2021                                | Abu Dabi (EAU)        | Medalla de oro    | 200 m libre      |
| 2021                                | Abu Dabi (EAU)        | Medalla de bronce | 400 m libre      |
| 2022                                | Melbourne (Australia) | Medalla de oro    | 200 m libre      |
| 2022                                | Melbourne (Australia) | Medalla de plata  | 100 m libre      |
| 2024                                | Budapest (Hungría)    | Medalla de oro    | 200 m libre      |